# PureBasic
A PureBasic a Fantasie Software által fejlesztett, kereskedelmi forgalomban kapható, BASIC-alapú procedurális számítógépes programozási nyelv és integrált fejlesztőkörnyezet Windows 32/64-bites, Linux 32/64-bites és macOS operációs rendszerekhez. Elérhető egy Amiga-verzió is, bár ez már megszűnt, és egyes részeit nyílt forráskódúként adták ki. A PureBasic első nyilvános kiadása Windowsra 2000. december 17-én jelent meg. Azóta folyamatosan frissítik.
A PureBasic "élethosszig tartó licencmodell". Ahogy a weboldalon idézik, az első PureBasic felhasználó (aki 1998-ban regisztrált) még mindig ingyenesen hozzáfér az új frissítésekhez, és ez nem fog változni.
A PureBasic közvetlenül x86, x86-64, PowerPC vagy 680x0 utasításkészletekre fordít, kis önállóan futtatható állományokat és DLL-eket generál, amelyeknek a szabványos rendszerkönyvtárakon kívül nincs szükségük más futásidejű könyvtárakra. A platformspecifikus alkalmazásprogramozási interfészek (API-k) használata nélkül fejlesztett programok ugyanabból a forrásfájlból könnyen, kevés módosítással vagy anélkül is elkészíthetők.
A PureBasic támogatja az inline assembly-t, ami lehetővé teszi a fejlesztő számára, hogy a PureBasic-forráskódba FASM assembler parancsokat építsen be, miközben a PureBasic-forráskódban deklarált változókat használja, lehetővé téve a tapasztalt programozók számára a sebességkritikus kódrészek sebességének növelését. A PureBasic támogatja és integrálta az OGRE 3D környezetet. Más 3D környezetek, például az Irrlicht Engine nem hivatalosan támogatott.